# Wieselrieth
Wieselrieth ist ein Gemeindeteil des Marktes Leuchtenberg im Landkreis Neustadt an der Waldnaab (Oberpfalz, Bayern).

## Geographie
Das Dorf liegt an der Autobahnauffahrt Leuchtenberg direkt an der Bundesautobahn 6 und an der B 22 südöstlich von Leuchtenberg am Fuße des Galgenbühls.

## Geschichte
Wieselrieth gehörte 1808 zum Steuerdistrikt Lerau, wie auch die Siedlungen Kleßberg, Lerau, Obernankau, Unternankau, Steinach und Linglmühle. 1830 wurde die bis dahin selbständige Gemeinde Unternankau mit Kleßberg und Wieselrieth vereint. Anschließend war Wieselrieth Bestandteil der Gemeinde Lerau. Am 1. Januar 1972 wurde Lerau nach Leuchtenberg eingegliedert.